# Sul ponte dei Sospiri
Sul ponte dei Sospiri è un film del 1953 diretto da Antonio Leonviola, basato sui personaggi creati da Michel Zevaco.

## Trama
A Bianca, appena diventata maggiorenne, viene raccontata la verità sul padre che credeva morto. Egli è vivo, ma imprigionato per diversi crimini che però non ha commesso. Con l'aiuto di una vecchia nobildonna e di un giovane conte (che funge anche da ardito capitano), combatterà per la verità e la giustizia. Il suo avversario è lo stesso Inquisitore che ha incarcerato suo padre.

## Opere correlate
Il romanzo di Michael Zevaco era già stato trasposto al cinema per due volte: nel 1921 con il film muto Il ponte dei Sospiri diretto da Domenico Gaido ed in seguito nel 1940 con un omonimo rifacimento sonoro diretto da Mario Bonnard che ebbe grande successo tra il pubblico; nel 1964 venne prodotto un ulteriore rifacimento diretto da Carlo Campogalliani e Piero Pierotti.